# Tanakh
 Denne artikel omhandler den jødiske hellige tekst. For artiklen om den kristne redigering af Tanakh, se Det Gamle Testamente.
Tanakh, TaNaK (Hebraisk: תָּנָ״ךְ, transskription: Tānāḵ), også kendt på hebraisk som Miqra (Hebraisk: מִקְרָא, transskription: Mīqrāʾ), undertiden omtalt som Den Jødiske Bibel (JB) eller  Den Hebraiske Bibel, er den kanoniske samling af hebraiske skrifter, herunder Toraen (loven/belæringen), Nevi'im (profeterne) og Ketuvim (skrifterne). TaNaKH er således et akronym for disse skrifter: Torah, Nevi'im og Kethuvim.
Tanakh indeholder de samme skrifter, som den protestantiske version af Det Gamle Testamente. Dog er der forskel på kronologien og rækkefølgen på, hvornår de enkelte skrifter fremkommer. Derudover indeholder Tanakhen færre bøger, hvilket kan tilskrives det faktum, at nogle af bøgerne i Tanakhen rummer indholdet fra flere af bøgerne fra Det Gamle Testamente (f.eks. er der kun én Kongebog i Tanakhen, mens denne er opdelt i to i Det Gamle Testamente). Den katolske samt ortodokse kirke har flere skrifter i deres version af Det Gamle Testamente: disse skrifter er også hellige jødiske skrifter, som dog ikke er en del af Tanakhen. 
Tora er de fem Mosebøger, der begynder med verdens skabelse og slutter med Moses' død. Torah (heb. "lov") indeholder Moseloven
Nevi'im (heb. "profeter") opdeles i "tidlige profeter", Josvabogen, Dommerbogen, Første og Anden Kongebog, Første og Anden Samuelsbog, og "sene profeter", Ezekiels Bog, Jeremias' Bog, Esajas' Bog og de 12 små profeter (Hoseas, Joel, Amos etc.).
Kethuvim (heb. "skrifter") indeholder senere bøger som Ezras Bog, Første og Anden Krønikebog, Ordsprogenes Bog og Højsangen.

## Eksterne links
- Wikimedia Commons har flere filer relateret til Tanakh